# Chương trình phối hợp của Liên Hợp Quốc về HIV/AIDS

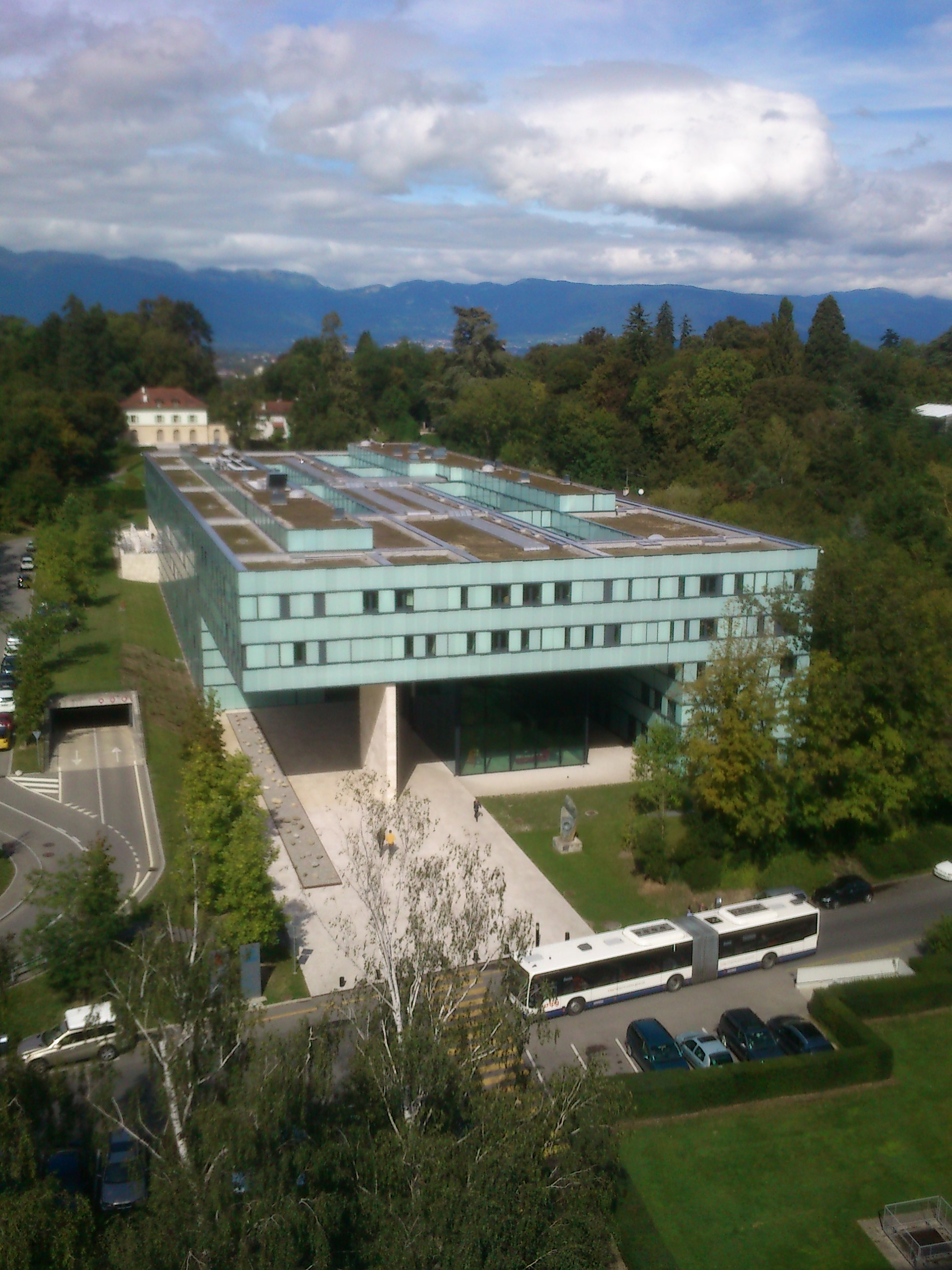
Tòa nhà trụ sở UNAIDS tại Geneva, Thụy Sĩ.

Chương trình phối hợp của Liên Hợp Quốc về HIV và AIDS (UNAIDS) là tổ chức ủng hộ chính cho hành động toàn cầu cấp tốc, toàn diện và phối hợp về đại dịch HIV / AIDS.
Nhiệm vụ của UNAIDS là lãnh đạo, củng cố và hỗ trợ đáp ứng mở rộng đối với HIV và AIDS bao gồm ngăn ngừa lây truyền HIV, chăm sóc và hỗ trợ cho những người đã sống chung với vi-rút, giảm sự tổn thương của các cá nhân và cộng đồng đối với HIV và giảm bớt tác động của dịch. UNAIDS tìm cách ngăn chặn dịch HIV / AIDS trở thành đại dịch nghiêm trọng.
UNAIDS có năm mục tiêu:
1. Lãnh đạo và vận động cho hành động hiệu quả về đại dịch;
2. Thông tin chiến lược và hỗ trợ kỹ thuật để hướng dẫn các nỗ lực chống lại AIDS trên toàn thế giới;
3. Theo dõi, theo dõi và đánh giá đại dịch và các phản ứng với nó;
4. Sự tham gia của xã hội dân sự và phát triển quan hệ đối tác chiến lược;
5. Huy động các nguồn lực để hỗ trợ một phản ứng hiệu quả.

UNAIDS có trụ sở tại Geneva, Thụy Sĩ, nơi chia sẻ một số cơ sở trang web với Tổ chức Y tế Thế giới. Đây là một thành viên của Nhóm Phát triển Liên Hợp Quốc. Hiện tại, Gunilla Carlsson  dẫn dắt UNAIDS làm Giám đốc điều hành tạm thời. Cựu giám đốc điều hành là Peter Piot (1995-2008) và Michel Sidibé (2009-2019) .
Cơ quan này khuyến khích nguyên tắc GIPA (sự tham gia nhiều hơn của những người nhiễm HIV) được xây dựng vào năm 1994 và được Liên Hợp Quốc xác nhận vào năm 2001 và 2006.